# Marcel Slawick
Marcel Slawick (Párizs, 1892. február 22. – Párizs, 1952. április 26.) francia nemzetközi  labdarúgó-játékvezető.

## Pályafutása

### Nemzeti játékvezetés
Korának megfelelően labdarúgóként kezdte, majd egyre több mérkőzés vezetésével bízták meg. Sportvezetőinek javaslatára került az országos játékvezetői keretbe. A küldési gyakorlat szerint rendszeres partbírói tevékenységet is végzett. Az 1920-as években az egyik legjobban foglalkoztatott játékvezetője. Az I. Liga játékvezetőjeként 1928-ban vonult vissza.

#### Kupamérkőzés
Vezetett kupadöntők száma: 2.

##### Francia labdarúgókupa
| Időpont           | Helyszín                                  | Mérkőzés típusa | Mérkőzés                       | Eredmény | Nézők száma |
| ----------------- | ----------------------------------------- | --------------- | ------------------------------ | -------- | ----------- |
| 1921. április 24. | Pershing Stadion, Párizs                  | döntő           | Red Star FC–Olympique de Paris | 2 : 1    | 18 000      |
| 1925. április 26. | Yves-du-Manoir Olimpiai Stadion, Colombes | döntő           | CASG Paris–FC Rouen            | 1 : 1    | 18 000      |

### Nemzetközi játékvezetés
A Francia labdarúgó-szövetség Játékvezető Bizottsága (JB) terjesztette fel nemzetközi játékvezetőnek, a Nemzetközi Labdarúgó-szövetség (FIFA) 1921-től tartotta nyilván bírói keretében. A FIFA JB központi nyelvei közül a franciát beszélte. Több nemzetek közötti válogatott és klubmérkőzést vezetett, valamint működő társának partbíróként segített. Az aktív nemzetközi játékvezetéstől 1928-ban búcsúzott. Válogatott mérkőzéseinek száma: 10.

#### Olimpiai játékok
Az 1924. évi és az  1928. évi nyári olimpiai játékok labdarúgó tornáján a FIFA JB bíróként foglalkoztatta. A FIFA elvárása értelmében, ha nem vezetett mérkőzést, akkor valamelyik játékvezető társának segített az oldalvonal mellől. 1924-ben még lehetett vitatni a kiválasztott játékvezető személyét, a FIFA JB jelen levő vezetői előzetesen Johannes Mutterst jelölték a döntő vezetésére, ezzel azonban az uruguayi sportvezetés nem értett egyet. Új sorsolást végeztek, és Slawicknak volt szerencséje. Az olimpiák – a világ legfontosabb versenye (nem volt világbajnokság) – történetében 4. európaiként és első franciaként a döntő találkozót vezethette.
Olimpián vezetett mérkőzéseinek száma: 4 + 1 (partbíró).

##### 1924. évi nyári olimpiai játékok
| Időpont         | Helyszín                 | Mérkőzés típusa                | Mérkőzés                  | Eredmény | Nézők száma |
| --------------- | ------------------------ | ------------------------------ | ------------------------- | -------- | ----------- |
| 1924. május 25. | Olimpiai Stadion, Párizs | első forduló                   | Spanyolország–Olaszország | 0 : 1    | 18 991      |
| 1924. május 30. | Bergeyre Stadion, Párizs | egyik megismételt nyolcaddöntő | Svájc–Csehszlovákia       | 1 : 0    | 5 673       |
| 1924. június 9. | Olimpiai Stadion, Párizs | döntő                          | Svájc–Uruguay             | 0 : 3    | 40 522      |

##### 1928. évi nyári olimpiai játékok
| Időpont         | Helyszín                     | Mérkőzés típusa    | Mérkőzés             | Eredmény | Nézők száma |
| --------------- | ---------------------------- | ------------------ | -------------------- | -------- | ----------- |
| 1928. május 28. | Olimpiai Stadion, Amszterdam | egyik nyolcaddöntő | Egyiptom–Törökország | 7 : 1    | 2 744       |

#### A magyar labdarúgó-válogatott mérkőzései (1902–1929)
| Időpont           | Helyszín                    | Mérkőzés típusa          | Mérkőzés                 | Eredmény | Nézők száma |
| ----------------- | --------------------------- | ------------------------ | ------------------------ | -------- | ----------- |
| 1925. január 18.  | Lombardia Stadion, Milánó   | 104. válogatott mérkőzés | Olaszország–Magyarország | 1 : 2    | 18 000      |
| 1925. november 8. | Üllői úti Stadion, Budapest | 113. válogatott mérkőzés | Magyarország–Olaszország | 1 : 1    | 20 000      |

## Kapcsolódó szócikk
- Labdarúgó-játékvezetők listája

| Elődje: Edmond Gerardin | Francia labdarúgókupa 1920–1921 | Utódja: Edmond Gerardin |

| Elődje: Louis Fourgous | Francia labdarúgókupa 1924–1925 | Utódja: John Balway |